# Джапанки
Джа̀панки са вид летни обувки, изработени най-често от гума с плоска подметка и с каишка във формата на Y, която влиза между първия и втория пръст на крака. Носят се основно на плажа, но в топли страни могат да се носят целогодишно през целия ден. Особено популярни са в Бразилия, Австралия и Нова Зеландия. Счита се, че за прототип на джапанките са послужили традиционните японски сандали. Макар по принцип да са удобна обувка, поради липсата на задна част и липсваща опора за глезена, много често краката могат да се уморят по-лесно. Носенето на чорапи с джапанки се счита за кич.

## Етимология
Думата джапанки произлиза от английското словосъчетание japan sandals („японски сандали“), с вторично сближение с българския глагол „джапам“.